# Canton de Roucy
Le canton de Roucy est une ancienne division administrative française, située dans le district de Laon du département de l'Aisne. Son chef-lieu était la commune de Roucy et le canton comptait 12 communes.

## Histoire
Le canton est créé le 18 février 1790 sous la Révolution française,. 
Le canton a compté quinze communes avec Roucy pour chef-lieu au moment de sa création : Berry-au-Bac, Bouffignereux, Chaudardes, Concevreux, Gernicourt, Guyencourt, Maizy, Meurival, Muscourt, Pontavert, Roucy, et La Ville-aux-Bois-lès-Pontavert. Le canton ne subit aucune modification de sa composition pendant cette période.
Le canton disparaît le 25 septembre 1801 (3 vendémiaire, an X) sous le Consulat ; Berry-au-Bac, Bouffignereux, Chaudardes, Concevreux, Gernicourt, Guyencourt, Maizy, Meurival, Muscourt, Pontavert, Roucy, et La Ville-aux-Bois-lès-Pontavert sont reversées dans le canton de Neufchâtel.

## Composition
Le canton est composé de 12 communes au moment de sa suppression en 1801. 
Le tableau suivant en donne la liste, en précisant leur nom, leur population en 1793, puis en 1800, leur cantons de rattachement de l'An X, et leur appartenance aux cantons actuels.

| Communes                        | Population (1793) | Population (1800) | Canton de l'an X | Canton actuel |
| ------------------------------- | ----------------- | ----------------- | ---------------- | ------------- |
| Berry-au-Bac                    | 432               | 407               | Neufchâtel       | Guignicourt   |
| Bouffignereux                   | 150               | 159               | Neufchâtel       | Guignicourt   |
| Chaudardes                      | 121               | 129               | Neufchâtel       | Guignicourt   |
| Concevreux                      | 305               | 346               | Neufchâtel       | Guignicourt   |
| Gernicourt                      | 107               | 127               | Neufchâtel       | Guignicourt   |
| Guyencourt                      | 348               | 380               | Neufchâtel       | Guignicourt   |
| Maizy                           | 372               | 372               | Neufchâtel       | Guignicourt   |
| Meurival                        | 158               | 147               | Neufchâtel       | Guignicourt   |
| Muscourt                        | 82                | 73                | Neufchâtel       | Guignicourt   |
| Pontavert                       | 501               | 565               | Neufchâtel       | Guignicourt   |
| Roucy                           | 724               | 704               | Neufchâtel       | Guignicourt   |
| La Ville-aux-Bois-lès-Pontavert | 184               | 193               | Neufchâtel       | Guignicourt   |

## Évolution démographique
| 1793  | 1800  |
| ----- | ----- |
| 3 484 | 3 602 |

Histogramme

(élaboration graphique par Wikipédia)